# Pallantium

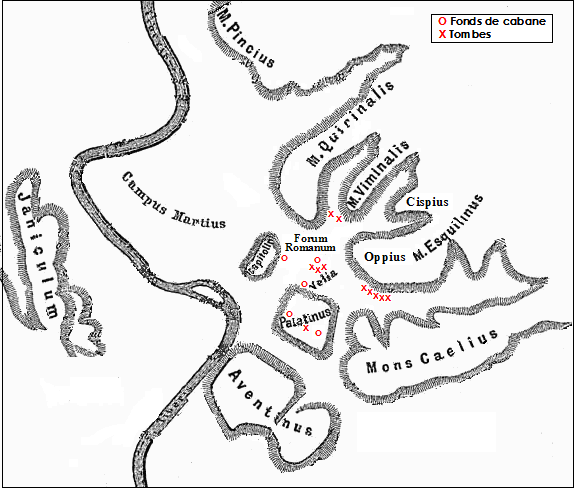
Carte de Rome (collines et Tibre), avec les sites archéologiques du av. J.-C.

Pallantium ou Pallantée sont les noms donnés, dans la mythologie romaine à la ville que le roi Évandre, originaire d'Arcadie, aurait fondée sur le mont Palatin et qui aurait été à l'origine de Rome. De nombreux auteurs anciens évoquent la figure légendaire d'Évandre :
- Denys d'Halicarnasse rapporte que les Arcadiens menés par Évandre « construisirent une ville près d'une des sept collines qui se trouve près du centre de Rome, appelant l'endroit Pallantium, du nom de leur métropole en Arcadie ». Il précise plus loin que cette colline était proche du Capitole[1]
- selon Tite Live[2] le Palatin se serait d'abord appelé Pallantium du nom de la ville arcadienne d'où était originaire Évandre.
- Plutarque, dans ses Questions romaines [3] ou dans sa Vie de Romulus (XXI) mentionne la figure d'Évandre.
- Dion Cassius reprend ce récit et donne l'évolution : « elle reçut le nom de Pallantium, en mémoire de la ville d’Arcadie qui s’appelait ainsi : dans la suite, ce nom perdit un "lamda" et un "nu", donnant le nom Palatin »[4].

Le nom de Pallantium viendrait du fait que, selon Pausanias le Périégète, la ville fut fondée par Évandre avec l'aide de quelques troupes venant d'une cité grecque homonyme, cité située au nord-est de Mégalopolis dans le Péloponnèse (non loin de Tégée) et qui fut élevé au rang de "ville libre" par l'empereur Antonin le Pieux.
Outre que cette figure permettait de rattacher Rome à une généalogie hellénique, et d'expliquer des similitudes constatées entre Grecs et Romains, elle entrait pleinement dans la conception qu'avaient les Romains de leurs racines, un creuset de diverses origines : grecques, étrusques, sabines et latines, opéré sous l'égide des premiers rois, Romulus et Numa Pompilius.
Au XIXe siècle encore, cette légende était prise au sérieux.